# John Thomas Kattrukudiyil
John Thomas Kattrukudiyil (Kothamangalam, Kerala, Índia, 18 de janeiro de 1948) é bispo de Itanagar.
John Thomas Kattrukudiyil foi ordenado sacerdote em 3 de fevereiro de 1975.
O Papa João Paulo II o nomeou Bispo de Diphu em 10 de junho de 1994. O Bispo de Imphal, Joseph Mittathany, deu-lhe a consagração episcopal em 8 de setembro do mesmo ano; Os co-consagradores foram Robert Kerketta SDB, Bispo de Tezpur, e Denzil Reginald D'Souza, Bispo de Silchar.
Em 7 de dezembro de 2005, o Papa Bento XVI o nomeou ao Bispo de Itanagar. A inauguração oficial (entronização) ocorreu em 12 de março de 2006.
Em outubro de 2019, Kattrukudiyil foi convidado da missio de caridade católica por ocasião do Mês Missionário Mundial.